# Angiostrongylus cantonensis
Angiostrongylus cantonensis es una especie de parásito nematodo que causa angiostrongiliasis, la causa más común de  meningitis eosinofílica en el sureste de Asia y la cuenca del Pacífico. El nematodo por lo general reside en las arterias pulmonares de ratas, de allí su nombre común lombriz pulmonar de las ratas. Los caracoles son los hospedadores primarios intermedios, donde se desarrollan las larvas hasta que pueden infectar.
Los seres humanos son huéspedes incidentales de esta lombriz intestinal y pueden infectarse por la ingestión de larvas en caracoles u otros vectores crudos o poco cocidos, o por agua y verduras contaminadas. Luego, las larvas se transportan a través de la sangre al sistema nervioso central, donde son la causa más común de meningitis eosinofílica, una afección grave que puede provocar la muerte o daño cerebral y nervioso permanente. La angiostrongiliasis es una infección de creciente importancia para la salud pública, ya que la globalización contribuye a la propagación geográfica de la enfermedad.

## Historia
Fue inicialmente identificado por el destacado parasitólogo chino Hsin-Tao Chen en 1935, luego de examinar especímenes de rata, el nematodo Angiostrongylus cantonensis fue identificado en el fluido cerebroespinal de un paciente con meningitis eosinofílica por Nomura y Lim en Taiwán en 1944. Ellos notaron que era posible que la comida cruda ingerida por el paciente estuviera contaminada por ratas. En 1955, Mackerass y Sanders identificaron el ciclo vital de la lombriz en las ratas, definiendo a los caracoles y babosas como hospedadores intermedios, y notando que la transmisión ocurría a través de la sangre, cerebro y pulmones de las ratas.